# شهرستان یونیتا (وایومینگ)
شهرستان یونیتا، وایومینگ (به انگلیسی: Uinta County, Wyoming) یک سکونتگاه مسکونی در ایالات متحده آمریکا است که در وایومینگ واقع شده‌است.

## خصوصیات
شهرستان یونیتا ۵٬۴۰۷٫۹۳ کیلومترمربع مساحت دارد.